# Kościół św. Oswalda w Krzywinie
Kościół św. Oswalda – kościół, który znajdował się w Krzywinie w woj. dolnośląskim. Zbudowany w XIII lub XIV wieku jako kościół parafialny pw. św. Oswalda. Przypuszczalnie jednonawowy, z wieżą i prezbiterium. Zburzony w 1451 roku w czasie wojen husyckich, pozostała po nim tylko wschodnia ściana nawy.